# Scuttle Valley
Das Scuttle Valley (umgangssprachlich englisch für Verwaistes Tal) ist ein kleines, eisfreies und von Schmelzwasserseen besetztes Tal im ostantarktischen Viktorialand. In der Convoy Range liegt es parallel und südlich des Towle-Gletschers. Das Tal nimmt die niedrigeren Höhen am nordöstlichen Ende des Elkhorn Ridge ein und ist vom Towle-Gletscher durch einen Doleritgrat 80 m über dem Talgrund getrennt, auf dem die Nordflanke des Gletschers ruht.
Wissenschaftler einer von 1976 bis 1977 durchgeführten Kampagne der neuseeländischen Victoria University’s Antarctic Expeditions erkundeten und benannten das Tal. Der Name des Tals ist abgeleitet vom Fund der zurückgelassenen Ausrüstung eines Fallschirmspringers in der Umgebung des Tals.